# Donald MacCrimmon MacKay
Pour les articles homonymes, voir Don MacKay, MacCrimmon et McKay.
Donald MacCrimmon MacKay (9 août 1922 - 6 février 1987) est un physicien qui fonde le "Département de communication et neuroscience" à l'université de Keele, en tant que Granada Research Professor. Il meurt l'année de sa participation aux Gifford Lectures à l'université de Glasgow.
MacKay fait ses études à Wick et à l'université de St Andrews, et il obtient un doctorat à l'université de Londres. Il a 5 enfants avec sa femme Valérie Wood. Son fils aîné, Robert S. MacKay est professeur de mathématiques à l'université de Warwick ; son plus jeune fils David J. C. MacKay est professeur de physique à l'université de Cambridge.

### Sources
- (en) MacKay, Prof. Donald MacCrimmon, Who's Who 2009 online, Dec 2007
- (en) MacKay, Donald MacCrimmon. "The Clockwork Image:  A Christian Perspective on Science" InterVarsity Press.  1974.